# پاتریک کارنی
پاتریک کارنی (انگلیسی: Patrick Carney؛ زادهٔ ۱۵ آوریل ۱۹۸۰) یک موسیقی‌دان اهل ایالات متحده آمریکا است که بیشتر به عنوان درامر در گروه بلک کیز شناخته می شود. او همچنین دارای یک گروه راک جانبی به نام درامر می باشد.